# Chaetocnema confusa
Chaetocnema confusa is een keversoort uit de familie bladkevers (Chrysomelidae). De wetenschappelijke naam van de soort werd in 1851 gepubliceerd door Carl Henrik Boheman.